# Cobitis levantina
Cobitis levantina là một loài cá vây tia thuộc họ Cobitidae.
Loài này có ở Liban, Syria, và Thổ Nhĩ Kỳ.
Môi trường sống tự nhiên của chúng là sông ngòi, sông có nước theo mùa, và đất có tưới tiêu.
Chúng hiện đang bị đe dọa vì mất môi trường sống.